# یواس‌اس مکنزی (تی بی-۱۷)
یواس‌اس مکنزی (تی بی-۱۷) (به انگلیسی: USS MacKenzie (TB-17)) یک کشتی بود که طول آن ۱۰۱ فوت ۶ اینچ (۳۰٫۹۴ متر) بود. این کشتی در سال ۱۸۹۸ ساخته شد.